# Lijst van gemeentelijke monumenten in Westland
De gemeente Westland kent 229 gemeentelijke monumenten. Hieronder een overzicht. 
Bij de Gemeente Westland is op de website zoeken op de kaart en ook de details per monument zien.

## De Lier
De plaats De Lier kent 11 gemeentelijke monumenten:
| Object | Bouwjaar             | Architect                | Locatie                     | Coördinaten                   | Nr.            | Afbeelding |
| --- | -------------------- | ------------------------ | --------------------------- | ----------------------------- | -------------- | --- |
| Boerderij | ca. 1910             |                          | Burgerdijkseweg 8           | 51° 57' 54" NB, 4° 15' 2" OL  | 1783/DL01GM001 | Upload foto |
| Woonhuis (oorspronkelijk boerderij). Boerderij Lierzicht. Hallehuisboerderij, een van de oudste boerderijen van het Westland. | 17 en 19e eeuw       |                          | Burgerdijkseweg 34          | 51° 58' 7" NB, 4° 15' 43" OL  | 1783/DL02GM002 | Woonhuis (oorspronkelijk boerderij). Boerderij Lierzicht. Hallehuisboerderij, een van de oudste boerderijen van het Westland. |
| Middenganghuis met een hoger opgetrokken ingangsrisaliet en een klein chaletstijlsierspant.                                   | 1909 / ca. 1900-1909 | De lokale Smid P. Kok    | Hoofdstraat 5               | 51° 58' 25" NB, 4° 14' 47" OL | 1783/DL03GM003 | Middenganghuis met een hoger opgetrokken ingangsrisaliet en een klein chaletstijlsierspant.                                   |
| Woonhuis | ca. 1920             |                          | Hoofdstraat 84              | 51° 58' 30" NB, 4° 15' 8" OL  | 1783/DL04GM004 | Woonhuis |
| Woonhuis | ca. 1900             |                          | Hoofdstraat 102             | 51° 58' 31" NB, 4° 15' 13" OL | 1783/DL05GM005 | Woonhuis |
| HH Martelaren van Gorcum Kerk-pastorie                                                                                        | 1929 (1e fase), 1956 | Kraaijvanger, E.H & H.M. | Kerklaan 6/8                | 51° 58' 33" NB, 4° 15' 1" OL  | 1783/DL06GM006 | HH Martelaren van Gorcum Kerk-pastorie                                                                                        |
| Boerderij met een wit gepleisterd neoclassicistisch woonhuis met hoger opgetrokken middenrisaliet.                            | 1866                 |                          | Oostbuurtseweg 43 (was 21)  | 51° 58' 56" NB, 4° 16' 57" OL | 1783/DL07GM007 | Meer afbeeldingen |
| Boerderij | 1866                 |                          | Oostbuurtseweg 45 (was 23)  | 51° 58' 57" NB, 4° 16' 56" OL | 1783/DL08GM008 | Upload foto |
| Woonhuis. Sober vormgegeven half vrijstaand woonhuis.                                                                         | ca. 1900             |                          | Sportlaan 2                 | 51° 58' 25" NB, 4° 14' 46" OL | 1783/DL09GM009 | Woonhuis. Sober vormgegeven half vrijstaand woonhuis.                                                                         |
| Woonhuis. Halfvrijstaand woonhuis.                                                                                            | ca. 1900             |                          | Sportlaan 4                 | 51° 58' 25" NB, 4° 14' 46" OL | 1783/DL10GM010 | Woonhuis. Halfvrijstaand woonhuis.                                                                                            |
| Vredekerk-pastorie | 1922 / 1923-1924     | Herman Onvlee uit Baarn  | Koningin Wilhelminastraat 1 | 51° 58' 28" NB, 4° 15' 8" OL  | 1783/DL11GM011 | Meer afbeeldingen |

## 's-Gravenzande
De plaats 's-Gravenzande kent 47 gemeentelijke monumenten:
| Object | Bouwjaar                                        | Architect                                | Locatie                                                 | Coördinaten                   | Nr.            | Afbeelding |
| --- | ----------------------------------------------- | ---------------------------------------- | ------------------------------------------------------- | ----------------------------- | -------------- | --- |
| Boerderij. Boerderij met voorhuis en een achterliggende stal uit 1890. | 1890                                            |                                          |                                                         | 51° 57' 59" NB, 4° 11' 16" OL | 1783/GR01GM012 | Boerderij. Boerderij met voorhuis en een achterliggende stal uit 1890.                                                                                                  |
| Woonhuis. Waelhof. | 1928                                            |                                          | Galgeweg 10                                             | 51° 59' 21" NB, 4° 11' 44" OL | 1783/GR02GM013 | Woonhuis. Waelhof. |
| Bijgebouw bij woning (oorspronkelijk pachterswoning). Een Van Rijckevorsselhuisje.                                                                                         | 1850                                            |                                          | Heenweg 1                                               | 51° 59' 18" NB, 4° 11' 2" OL  | 1783/GR03GM014 | Bijgebouw bij woning (oorspronkelijk pachterswoning). Een Van Rijckevorsselhuisje.                                                                                      |
| Woonhuis (oorspronkelijk boerderij). boerderij/tuinderswoning. | 1891                                            |                                          | Heenweg 15                                              | 51° 59' 3" NB, 4° 10' 57" OL  | 1783/GR04GM015 | Upload foto |
| Zorginstelling (oorspronkelijk voorm. schoolgebouw). Koningin Wilhelminaschool. Schoolgebouw uit het interbellum met torenachtige opbouw met uurwerk.                      | 1935                                            | restauratie 2016 door Alex van Haasteren | Van de Kasteelestraat 75                                | 52° 0' 5" NB, 4° 9' 53" OL    | 1783/GR05GM016 | Upload foto |
| Bedrijfsruimte (schoonheidssalon) (oorspronkelijk woonhuis met werkplaats). Een van de oudste panden van 's-Gravenzande.                                                   | kern uit 1740 daterend en rond 1880 gepleisterd |                                          | Langestraat 17                                          | 52° 0' 17" NB, 4° 9' 35" OL   | 1783/GR06GM017 | Bedrijfsruimte (schoonheidssalon) (oorspronkelijk woonhuis met werkplaats). Een van de oudste panden van 's-Gravenzande.                                                |
| Woonhuis (oorspronkelijk boerderij). Opgesplitst in drie woningen (38-42).                                                                                                 | 17 en 19e eeuw                                  |                                          | Langestraat 38                                          | 52° 0' 13" NB, 4° 9' 39" OL   | 1783/GR07GM018 | Upload foto |
| Woonhuis (oorspronkelijk boerderij). Opgesplitst in drie woningen (38-42).                                                                                                 | 17 en 19e eeuw                                  |                                          | Langestraat 40                                          | 52° 0' 13" NB, 4° 9' 39" OL   | 1783/GR08GM019 | Upload foto |
| Woonhuis (oorspronkelijk boerderij). Opgesplitst in drie woningen (38-42).                                                                                                 | 17 en 19e eeuw                                  |                                          | Langestraat 42                                          | 52° 0' 13" NB, 4° 9' 40" OL   | 1783/GR09GM020 | Upload foto |
| Woonhuis. Herenhuis met in 2007 opgehoogde zolder. | ca. 1880                                        |                                          | Langestraat 43                                          | 52° 0' 15" NB, 4° 9' 36" OL   | 1783/GR10GM021 | Upload foto |
| Woonhuis | ca. 1840                                        |                                          | Langestraat 45                                          | 52° 0' 14" NB, 4° 9' 37" OL   | 1783/GR11GM022 | Upload foto |
| Praktijk (oorspronkelijk woonhuis) | ca. 1880                                        |                                          | Langestraat 83                                          | 52° 0' 14" NB, 4° 9' 37" OL   | 1783/GR12GM023 | Praktijk (oorspronkelijk woonhuis) |
| Woonhuis | ca. 1850                                        |                                          | Langestraat 87                                          | 52° 0' 14" NB, 4° 9' 37" OL   | 1783/GR13GM024 | Upload foto |
| Woonhuis | ca. 1875                                        |                                          | Langestraat 89                                          | 52° 0' 13" NB, 4° 9' 37" OL   | 1783/GR14GM025 | Upload foto |
| Woonhuis | ca. 1900                                        |                                          | Langestraat 91                                          | 52° 0' 13" NB, 4° 9' 37" OL   | 1783/GR15GM026 | Upload foto |
| Woonhuis. Herenhuis. Oudste uit de straat, beeldbepalend, voormalig burgemeesterswoning. Nr. 237, 239 en 241.                                                              | 1750                                            |                                          | Langestraat 237                                         | 52° 0' 4" NB, 4° 9' 44" OL    | 1783/GR16GM027 | Woonhuis. Herenhuis. Oudste uit de straat, beeldbepalend, voormalig burgemeesterswoning. Nr. 237, 239 en 241.                                                           |
| Woonhuis-winkel |                                                 |                                          | Langestraat 239                                         | 52° 0' 3" NB, 4° 9' 44" OL    | 1783/GR07GM036 | Woonhuis-winkel |
| Eenvoudige neoclassicistische details / Woonhuis-winkel (oorspronkelijk woonhuis). Herenhuis. Oudste uit de straat, voormalig burgemeesterswoning. Nr. 237, 239 en 243.    | circa 1850 / 1750                               |                                          | Langestraat 241                                         | 52° 0' 3" NB, 4° 9' 44" OL    | 1783/GR18GM029 | Eenvoudige neoclassicistische details / Woonhuis-winkel (oorspronkelijk woonhuis). Herenhuis. Oudste uit de straat, voormalig burgemeesterswoning. Nr. 237, 239 en 243. |
| Woonhuis | ca. 1935                                        |                                          | Van Lennepstraat 37                                     | 52° 0' 7" NB, 4° 9' 56" OL    | 1783/GR19GM030 | Upload foto |
| Hotel (oorspronkelijk pakhuis). Hotel De Gravin. Zeldzaam gebouwtype. Gerestaureerd in 2015.                                                                               | ca. 1850                                        |                                          | Monsterseweg 5                                          | 52° 0' 20" NB, 4° 9' 31" OL   | 1783/GR20GM031 | Hotel (oorspronkelijk pakhuis). Hotel De Gravin. Zeldzaam gebouwtype. Gerestaureerd in 2015.                                                                            |
| Woonhuis (oorspronkelijk pastorie). | 1919                                            |                                          | Monsterseweg 10                                         | 52° 0' 19" NB, 4° 9' 31" OL   | 1783/GR21GM032 | Woonhuis (oorspronkelijk pastorie). |
| Maranatha Kerk (oorspronkelijk kerk-pastorie). Christelijk Gereformeerde Kerk met een terzijde geplaatste toren..                                                          | 1919                                            |                                          | Monsterseweg 12                                         | 52° 0' 19" NB, 4° 9' 31" OL   | 1783/GR22GM033 | Maranatha Kerk (oorspronkelijk kerk-pastorie). Christelijk Gereformeerde Kerk met een terzijde geplaatste toren..                                                       |
| Woning/tramstation van de Westlandsche Stoomtramweg Maatschappij | 1904                                            |                                          | Monsterseweg 23                                         | 52° 0' 24" NB, 4° 9' 28" OL   | 1783/GR23GM034 | Woning/tramstation van de Westlandsche Stoomtramweg Maatschappij |
| Woonhuis (oorspronkelijk boerderij). Hoeve Bijstervelt. Zeer oude boerderij.                                                                                               | 18e eeuw                                        |                                          | Monsterseweg 84                                         | 52° 0' 47" NB, 4° 9' 4" OL    | 1783/GR24GM035 | Upload foto |
| Woonhuis. Deel van een samenhangende gevelrij van vier Architectonisch gelijkwaardige woonhuizen..                                                                         | 1930                                            |                                          | Monsterseweg 79                                         | 52° 0' 38" NB, 4° 9' 19" OL   | 1783/GR25GM036 | Upload foto |
| Woonhuis. Deel van een samenhangende gevelrij van vier Architectonisch gelijkwaardige woonhuizen..                                                                         | 1930                                            |                                          | Monsterseweg 81                                         | 52° 0' 38" NB, 4° 9' 19" OL   | 1783/GR26GM037 | Upload foto |
| Woonhuis. Deel van een samenhangende gevelrij van vier Architectonisch gelijkwaardige woonhuizen..                                                                         | 1930                                            |                                          | Monsterseweg 83                                         | 52° 0' 38" NB, 4° 9' 19" OL   | 1783/GR27GM038 | Upload foto |
| Woonhuis. Deel van een samenhangende gevelrij van vier Architectonisch gelijkwaardige woonhuizen..                                                                         | 1930                                            |                                          | Monsterseweg 85                                         | 52° 0' 38" NB, 4° 9' 18" OL   | 1783/GR28GM039 | Upload foto |
| Woonhuis (oorspronkelijk woonhuis-winkel). Decoratieve winkelpui. | ca. 1910                                        |                                          | Naaldwijkseweg 24                                       | 51° 59' 56" NB, 4° 9' 41" OL  | 1783/GR29GM040 | Woonhuis (oorspronkelijk woonhuis-winkel). Decoratieve winkelpui. |
| Woonhuis. Villa Adriana. | 1926                                            |                                          | Naaldwijkseweg 107                                      | 51° 59' 43" NB, 4° 9' 46" OL  | 1783/GR30GM041 | Upload foto |
| Woonhuis | ca. 1910                                        |                                          | Naaldwijkseweg 239                                      | 51° 59' 19" NB, 4° 10' 43" OL | 1783/GR31GM042 | Upload foto |
| Begraafplaats Beukenhage. Fraaie begraafplaats, met historisch-geografisch relict van vroegere buitenplaats Vreedelust.                                                    | in 1873 aangelegd / 1874                        |                                          | Naaldwijkseweg 101a                                     | 51° 59' 43" NB, 4° 9' 39" OL  | 1783/GR32GM043 | Meer afbeeldingen |
| Atlantikwall bunker. Atlantikwall Wn51H Manschappenbunker type 502. Bunkernummer 8801.                                                                                     | 1942-1945                                       |                                          | Noordlandseweg 1                                        | 52° 0' 13" NB, 4° 9' 5" OL    | 1783/GR33GM044 | Upload foto |
| Atlantikwall bunker. Atlantikwall Wn51H Manschappenbunker type 502. Bunkernummer 8802.                                                                                     | 1942-1945                                       |                                          | Noordlandseweg 2                                        | 52° 0' 11" NB, 4° 9' 7" OL    | 1783/GR34GM045 | Upload foto |
| Atlantikwall bunker. Atlantikwall Wn51H Munitiebunker type 134. Bunkernummer 8809.                                                                                         | 1942-1945                                       |                                          | Noordlandseweg 5, 5a                                    | 52° 0' 13" NB, 4° 9' 2" OL    | 1783/GR35GM046 | Upload foto |
| Atlantikwall bunker. Atlantikwall Wn51H Munitiebunker type 134. Bunkernummer 8807.                                                                                         | 1942-1945                                       |                                          | Noordlandseweg 12, 14                                   | 52° 0' 11" NB, 4° 9' 3" OL    | 1783/GR36GM047 | Upload foto |
| Atlantikwall bunker. Atlantikwall Wn51H Manschappenbunker type 501. Bunkernummer 8805.                                                                                     | 1942-1945                                       |                                          | Noordlandseweg 26                                       | 52° 0' 10" NB, 4° 9' 6" OL    | 1783/GR37GM048 | Upload foto |
| Atlantikwall bunker. Atlantikwall Wn51H Munitiebunker type 134. Bunkernummer 8808.                                                                                         | 1942-1945                                       |                                          | Zanddijk 6                                              | 52° 0' 10" NB, 4° 9' 6" OL    | 1783/GR38GM049 | Upload foto |
| Atlantikwall bunker. Atlantikwall Wn51H Manschappenbunker type 621. Bunkernummer 8806.                                                                                     | 1942-1945                                       |                                          | Zanddijk 30                                             | 52° 0' 8" NB, 4° 9' 1" OL     | 1783/GR39GM050 | Upload foto |
| Atlantikwall bunker. Atlantikwall Wn51H Commandobunker type 608. Bunkernummer 8810.                                                                                        | 1942-1945                                       |                                          | Zanddijk 40                                             | 52° 0' 6" NB, 4° 9' 2" OL     | 1783/GR40GM051 | Upload foto |
| Atlantikwall bunker. Atlantikwall Wn51H Logieverblijf. Metselwerk. | 1942-1945                                       |                                          | Zanddijk 40                                             | 52° 0' 7" NB, 4° 9' 4" OL     | 1783/GR41GM052 | Upload foto |
| Atlantikwall bunker. Atlantikwall Wn51H Hospitaal type 639. Bunkernummer 8811.                                                                                             | 1942-1945                                       |                                          | Zanddijk 46                                             | 52° 0' 6" NB, 4° 9' 8" OL     | 1783/GR42GM053 | Upload foto |
| Atlantikwall bunker. Atlantikwall XIX, Wn 35 en Kormoran Staelduinse Bos. Commandopost Atlantikwall Festung Hoek van Holland in Staelduinse Bos.                           | 1942-1945                                       |                                          | complex Stp XIX, Wn 35 en Kormoran Staelduinse Bos ong. | 51° 58' 25" NB, 4° 10' 59" OL | 1783/GR43GM054 | Upload foto |
| Woonhuis. Herinnering aan voormalige bollenteelt. | ca. 1930                                        |                                          | Noordlandseweg 86                                       | 51° 59' 47" NB, 4° 8' 37" OL  | 1783/GR44GM055 | Upload foto |
| Woonhuis. | 1928                                            |                                          | Sand-Ambachtstraat 53                                   | 52° 0' 9" NB, 4° 9' 36" OL    | 1783/GR45GM056 | Upload foto |
| Woonhuis-kantoor (oorspronkelijk rentmeesterswoning). Rentmeesterswoning en schuur vormen samen tastbare herinnering aan het groot grondbezit van J.J. van Rijck evorssel. | 1873 en 1884                                    |                                          | Staelduinlaan 12                                        | 51° 58' 15" NB, 4° 10' 46" OL | 1783/GR46GM057 | Upload foto |
| Woonhuis. Zuidwind. | ca.1928                                         |                                          | Zuidwind 2                                              | 52° 0' 0" NB, 4° 9' 46" OL    | 1783/GR47GM058 | Upload foto |

## Honselersdijk
De plaats Honselersdijk kent 28 gemeentelijke monumenten:
| Object | Bouwjaar          | Architect                                                                              | Locatie              | Coördinaten                  | Nr.            | Afbeelding |
| --- | ----------------- | -------------------------------------------------------------------------------------- | -------------------- | ---------------------------- | -------------- | --- |
| Vereniging van Vrijzinnig Hervormden. Kerk (oorspronkelijk smederij met woonhuis).                                                                                        | 1900/1950         |                                                                                        | Achter de Bergen 1/6 | 52° 0' 24" NB, 4° 13' 33" OL | 1783/HD01GM059 | Vereniging van Vrijzinnig Hervormden. Kerk (oorspronkelijk smederij met woonhuis).                                                                                        |
| Woonhuis | 1926              |                                                                                        | Bospolder 1          | 52° 0' 40" NB, 4° 12' 54" OL | 1783/HD02GM060 | Upload foto |
| Woonhuis. Dokterswoning. | ca. 1920          |                                                                                        | Dijkstraat 21        | 52° 0' 26" NB, 4° 13' 34" OL | 1783/HD03GM061 | Upload foto |
| Onze-Lieve-Vrouw-van-Goeden-Raadkerk | 1927 / 1928       | Nicolaas Molenaar jr.                                                                  | Dijkstraat 23        | 52° 0' 27" NB, 4° 13' 34" OL | 1783/HD04GM062 | Meer afbeeldingen |
| Pastorie. Pastorie Onze Lieve Vrouw van Goeden Raad. Pastorie eenheid met kerkgebouw..                                                                                    | 1907              |                                                                                        | Dijkstraat 25        | 52° 0' 27" NB, 4° 13' 36" OL | 1783/HD05GM063 | Upload foto |
| Woonhuis. Vrijstaand herenhuis. Hoofdhuis van voormalig buitenplaats "Broekvliet".                                                                                        | ca. 1800-1850     |                                                                                        | Dijkweg 76           | 52° 0' 9" NB, 4° 13' 16" OL  | 1783/HD06GM064 | Woonhuis. Vrijstaand herenhuis. Hoofdhuis van voormalig buitenplaats "Broekvliet".                                                                                        |
| Brug. Zeldzame brug van voormalig buitenplaats. | ca. 1910          |                                                                                        | Dijkweg bij 92       | 52° 0' 11" NB, 4° 13' 19" OL | 1783/HD07GM065 | Brug. Zeldzame brug van voormalig buitenplaats. |
| Woonhuis. Twee-onder-één-kap woning. | 1932-1933         | W.G.J. Dessing                                                                         | Dijkweg 117          | 52° 0' 6" NB, 4° 13' 7" OL   | 1783/HD08GM066 | Upload foto |
| Woonhuis. Twee-onder-één-kap woning. Fraaie details. | 1932-1933         | W.G.J. Dessing                                                                         | Dijkweg 119          | 52° 0' 6" NB, 4° 13' 7" OL   | 1783/HD09GM067 | Upload foto |
| Kantoor (oorspronkelijk herenhuis). Voormalig Herenhuis. Nu in gebruik als (advocaten)kantoor. Aanbouw uit ca. 1960..                                                     | ca. 1830          | In 1930 verbouwd van Maria's Oord tot Groene Kruis gebouw door architect W.H.J. Jolink | Dijkweg 125a         | 52° 0' 8" NB, 4° 13' 10" OL  | 1783/HD10GM068 | Kantoor (oorspronkelijk herenhuis). Voormalig Herenhuis. Nu in gebruik als (advocaten)kantoor. Aanbouw uit ca. 1960..                                                     |
| Woonhuis. Herenhuis, twee onder één kap. Interieur uit 1929 nagenoeg in tact..                                                                                            | 1929              | W.H.J. Jolink                                                                          | Dijkweg 133          | 52° 0' 10" NB, 4° 13' 13" OL | 1783/HD11GM069 | Upload foto |
| Woonhuis. Herenhuis, twee onder één kap. Beschermingswaardig vanwege nr 133.                                                                                              | 1929              | W.H.J. Jolink                                                                          | Dijkweg 135          | 52° 0' 10" NB, 4° 13' 13" OL | 1783/HD12GM070 | Upload foto |
| Woonhuis. Woonhuis verbouwd in 1930 onder leiding van architect de heer L. Vingerling..                                                                                   | ca. 1900          | L. Vingerling uit Wassenaar                                                            | Dijkweg 141          | 52° 0' 11" NB, 4° 13' 14" OL | 1783/HD13GM071 | Upload foto |
| Woonhuis. Woonhuis. | 1927              | A.G.W. Dessing. Timmerman Dhr. De Ridder                                               | Dijkweg 153          | 52° 0' 13" NB, 4° 13' 17" OL | 1783/HD14GM072 | Upload foto |
| Woonhuis. Woonhuis - artsenpraktijk. | 1856              |                                                                                        | Dijkweg 157          | 52° 0' 14" NB, 4° 13' 20" OL | 1783/HD15GM073 | Upload foto |
| Kerk. Regenboogkerk, vh Rehobothkerk. Sober vormgegeven kerk uit 1923. Wijzigingen uit 1951 waarbij er 2 zijbeuken zijn bijgebouwd waardoor het een kruiskerk is geworden | 1923/1951         | Architect H. Onvlee uit Baarn                                                          | Endeldijk 5          | 52° 0' 34" NB, 4° 13' 46" OL | 1783/HD16GM074 | Kerk. Regenboogkerk, vh Rehobothkerk. Sober vormgegeven kerk uit 1923. Wijzigingen uit 1951 waarbij er 2 zijbeuken zijn bijgebouwd waardoor het een kruiskerk is geworden |
| Café Bij 't Hof | 17e eeuw          |                                                                                        | Hofstraat 60         | 52° 0' 22" NB, 4° 13' 31" OL | 1783/HD17GM075 | Café Bij 't Hof |
| Woonhuis. Vrijstaand tuindershuis. | 1901              |                                                                                        | Mariendijk 51        | 52° 0' 52" NB, 4° 14' 32" OL | 1783/HD18GM076 | Woonhuis. Vrijstaand tuindershuis. |
| Museum (oorspronkelijk boerderij). Westlands Museum. Boerderij met zomerhuis en historische tuin..                                                                        | ca. 1890          |                                                                                        | Middel Broekweg 154  | 52° 0' 32" NB, 4° 14' 47" OL | 1783/HD19GM077 | Meer afbeeldingen |
| Eclectisch middenganghuis met hoger opgetrokken middenrisaliet | 1880 / Circa 1880 |                                                                                        | Molenlaan 8          | 52° 0' 29" NB, 4° 13' 48" OL | 1783/HD20GM078 | Eclectisch middenganghuis met hoger opgetrokken middenrisaliet |
| Boogbrug. Boogbrug bij Nieuwe Weg 33. | ca. 1925          |                                                                                        | Nieuwe Weg bij 33    | 52° 0' 46" NB, 4° 12' 54" OL | 1783/HD21GM079 | Upload foto |
| Boogbrug. Boogbrug bij Nieuwe Weg 37. | ca. 1925          |                                                                                        | Nieuwe Weg bij 37    | 52° 0' 51" NB, 4° 12' 53" OL | 1783/HD22GM080 | Upload foto |
| Boogbrug. Boogbrug bij Nieuwe Weg 41. | ca. 1925          |                                                                                        | Nieuwe Weg bij 41    | 52° 0' 54" NB, 4° 12' 52" OL | 1783/HD23GM081 | Upload foto |
| Boogbrug. Boogbrug bij Nieuwe Weg 53. | ca. 1925          |                                                                                        | Nieuwe Weg bij 53    | 52° 0' 58" NB, 4° 12' 51" OL | 1783/HD24GM082 | Upload foto |
| Boogbrug. Boogbrug bij Nieuwe Weg 57. | ca. 1925          |                                                                                        | Nieuwe Weg bij 57    | 52° 1' 2" NB, 4° 12' 50" OL  | 1783/HD25GM083 | Upload foto |
| Boogbrug. Boogbrug bij Nieuwe Weg 61. | ca. 1925          |                                                                                        | Nieuwe Weg bij 61    | 52° 1' 5" NB, 4° 12' 49" OL  | 1783/HD26GM084 | Upload foto |
| Woonhuis | 17e eeuw          |                                                                                        | Prinsegracht 2       | 52° 0' 24" NB, 4° 13' 32" OL | 1783/HD27GM085 | Woonhuis |
| Woonhuis | 17e eeuw          |                                                                                        |                      | 52° 0' 24" NB, 4° 13' 32" OL | 1783/HD28GM086 | Woonhuis |

## Kwintsheul
De plaats Kwintsheul kent 8 gemeentelijke monumenten:
| Object | Bouwjaar               | Architect      | Locatie            | Coördinaten                  | Nr.            | Afbeelding |
| --- | ---------------------- | -------------- | ------------------ | ---------------------------- | -------------- | --- |
| Woonhuis | 1850-1875              |                | Laan Hartewijk 9   | 52° 1' 0" NB, 4° 15' 20" OL  | 1783/KH01GM087 | Woonhuis |
| Woonhuis. Herenhuis met zomerhuis en boenhok.                                                                      | 1873                   |                | Heulweg 36         | 52° 1' 15" NB, 4° 15' 58" OL | 1783/KH02GM088 | Woonhuis. Herenhuis met zomerhuis en boenhok.                                                                      |
| Woonhuis | circa 1890             |                | Heulweg 130        | 52° 0' 58" NB, 4° 15' 24" OL | 1783/KH03GM089 | Woonhuis |
| Woonhuis. Woonhuis van voormalig melkbedrijf. Grondig gerestaureerd in 2009 met behoud van authentieke elementen.. | ca. 1875-1900          |                | Heulweg 141        | 52° 0' 60" NB, 4° 15' 24" OL | 1783/KH04GM090 | Woonhuis. Woonhuis van voormalig melkbedrijf. Grondig gerestaureerd in 2009 met behoud van authentieke elementen.. |
| Pastorie van de St. Andreaskerk                                                                                    | 1891 / 1893            | Jos H. Tonnaer | Kerkstraat 20      | 52° 0' 55" NB, 4° 15' 20" OL | 1783/KH05GM091 | Pastorie van de St. Andreaskerk                                                                                    |
| St. Andreaskerk | 1893                   | Jos H. Tonnaer | Kerkstraat 22      | 52° 0' 54" NB, 4° 15' 20" OL | 1783/KH06GM092 | Meer afbeeldingen                                                                                                  |
| Met klokgevel en ingangsomlijsting uitgevoerde Boerderij Vredebest                                                 | 1855-1856 / circa 1860 |                | Kerkstraat 129/131 | 52° 0' 46" NB, 4° 15' 1" OL  | 1783/KH07GM093 | Met klokgevel en ingangsomlijsting uitgevoerde Boerderij Vredebest                                                 |
| Gemetselde watertoren. Gemetselde tuinders watertoren.                                                             | begin 20e eeuw         |                | Slimpad bij 5b     | 52° 1' 7" NB, 4° 15' 10" OL  | 1783/KH08GM094 | Gemetselde watertoren. Gemetselde tuinders watertoren.                                                             |

## Maasdijk
De plaats Maasdijk kent 6 gemeentelijke monumenten:
| Object | Bouwjaar      | Architect               | Locatie                  | Coördinaten                   | Nr.            | Afbeelding                                    |
| --- | ------------- | ----------------------- | ------------------------ | ----------------------------- | -------------- | --------------------------------------------- |
| Boerderij. Hallehuisboerderij en karneschuur. | 1903          |                         | Lange Kruisweg 33        | 51° 57' 33" NB, 4° 12' 33" OL | 1783/MD01GM095 | Boerderij. Hallehuisboerderij en karneschuur. |
| Woonhuis. Voormalig schoolmeesterswoning. | 1900-1925     |                         | Maasdijk 36              | 51° 57' 59" NB, 4° 12' 43" OL | 1783/MD02GM096 | Upload foto                                   |
| Kerk en verenigingsgebouw. Concordia. Kerk/verenigingsgebouw/beheerderswoning. | 1927          |                         | Maasdijk 38, 40          | 51° 57' 58" NB, 4° 12' 44" OL | 1783/MD03GM097 | Upload foto                                   |
| Boerderij. Zeldzame oude boerderij/woonhuis. | ca. 1780-1825 |                         | Maasdijk 168             | 51° 57' 10" NB, 4° 13' 33" OL | 1783/MD04GM098 | Upload foto                                   |
| Kerk. Dorpskerk, voormalig "Het Kruispunt", gedeeltelijk een gemeentelijk monument. De architectuur van de kerkzaal is kenmerkend voor de wederopbouwperiode: zo heeft het gebouw een vijfhoekige plattegrond. Sinds de jaren vijftig staat er een miniatuurversie van de kerk in Madurodam. | 1951          | Auke Komter (1904-1982) | Nassaustraat 2           | 51° 57' 33" NB, 4° 12' 57" OL | 1783/MD05GM099 | Upload foto                                   |
| Woonhuis. Woonhuis. Donkerrode baksteen in kettingverband en zadeldak met verbeterde Hollandse pannen.. | 1935          |                         | Pyrmontstraat, Waldeck 2 | 51° 57' 40" NB, 4° 12' 57" OL | 1783/MD06GM100 | Upload foto                                   |

## Monster
De plaats Monster kent 44 gemeentelijke monumenten:
| Object | Bouwjaar                                            | Architect                                          | Locatie                                                  | Coördinaten                  | Nr.            | Afbeelding |
| --- | --------------------------------------------------- | -------------------------------------------------- | -------------------------------------------------------- | ---------------------------- | -------------- | --- |
| Restaurant Café Keurig (oorspronkelijk hotel). Overheijde. Oorspronkelijk hotel/restaurant gebouwd.                       | 1906 / Circa 1900, 1907 met een verdieping verhoogd |                                                    | Choorstraat 16                                           | 52° 1' 19" NB, 4° 10' 25" OL | 1783/MO01GM101 | Restaurant Café Keurig (oorspronkelijk hotel). Overheijde. Oorspronkelijk hotel/restaurant gebouwd.                       |
| Bedrijf/woning. Woonhuis. Een van de oudste panden in Monster.                                                            | 17e/18e eeuw                                        |                                                    | Choorstraat 21, 23                                       | 52° 1' 19" NB, 4° 10' 25" OL | 1783/MO02GM102 | Upload foto |
| Fruitmuur. Fruitmuur. Zeldzaam restant van vroegere regionale tuinbouwactiviteiten..                                      | 19e eeuw                                            |                                                    | Choorstraat bij 41                                       | 52° 1' 15" NB, 4° 10' 29" OL | 1783/MO03GM103 | Upload foto |
| Woonhuis (oorspronkelijk woonhuis/winkel). Woning met voormalige winkelfunctie en werkplaats.                             | 1934                                                |                                                    | Choorstraat 62b                                          | 52° 1' 19" NB, 4° 10' 36" OL | 1783/MO04GM104 | Upload foto |
| Woonhuis. Woonhuis. Onderdeel van een rij van vier geschakelde woonhuizen 62c t/m 62f..                                   | 1934                                                |                                                    | Choorstraat 62c                                          | 52° 1' 19" NB, 4° 10' 37" OL | 1783/MO05GM105 | Upload foto |
| Woonhuis. Woonhuis. Onderdeel van een rij van vier geschakelde woonhuizen 62c t/m 62f..                                   | 1934                                                |                                                    | Choorstraat 62d                                          | 52° 1' 19" NB, 4° 10' 37" OL | 1783/MO06GM106 | Upload foto |
| Woonhuis. Woonhuis. Onderdeel van een rij van vier geschakelde woonhuizen 62c t/m 62f..                                   | 1934                                                |                                                    | Choorstraat 62e                                          | 52° 1' 19" NB, 4° 10' 37" OL | 1783/MO07GM107 | Upload foto |
| Woonhuis. Woonhuis. Onderdeel van een rij van vier geschakelde woonhuizen 62c t/m 62f..                                   | 1934                                                |                                                    | Choorstraat 62f                                          | 52° 1' 19" NB, 4° 10' 38" OL | 1783/MO08GM108 | Upload foto |
| voormalig St. Andreas en Jacobusgesticht opgericht in 1910 als huldeblijk voor pastoor Olifiers                           | 1910                                                |                                                    | Choorstraat 91                                           | 52° 1' 18" NB, 4° 10' 33" OL | 1783/MO09GM109 | voormalig St. Andreas en Jacobusgesticht opgericht in 1910 als huldeblijk voor pastoor Olifiers                           |
| Woonhuis/ voormalige meisjesschool                                                                                        | 1916                                                |                                                    | Choorstraat 93                                           | 52° 1' 18" NB, 4° 10' 33" OL | 1783/MO10GM110 | Woonhuis/ voormalige meisjesschool                                                                                        |
| Verenigingsgebouw O.J.O.S.. Voormalig R.K. St.-Andreasschool, een drieklassige jongensschool                              | 1916                                                |                                                    | Choorstraat 95                                           | 52° 1' 18" NB, 4° 10' 35" OL | 1783/MO11GM111 | Meer afbeeldingen |
| Woonhuis. | ca. 1910                                            |                                                    | Choorstraat 97                                           | 52° 1' 18" NB, 4° 10' 35" OL | 1783/MO12GM112 | Upload foto |
| Verenigingsgebouw O.J.O.S., voormalig R.K. verenigingsgebouw ‘Fata Morgana’. De bijbehorende toren is in 1976 verwijderd. | 1931                                                | A.G. Dessing                                       | Choorstraat 99                                           | 52° 1' 18" NB, 4° 10' 36" OL | 1783/MO13GM113 | Verenigingsgebouw O.J.O.S., voormalig R.K. verenigingsgebouw ‘Fata Morgana’. De bijbehorende toren is in 1976 verwijderd. |
| Woonhuis behorende bij kerkcomplex.                                                                                       | ca. 1930                                            |                                                    | Choorstraat 101                                          | 52° 1' 18" NB, 4° 10' 37" OL | 1783/MO14GM114 | Upload foto |
| Begraafplaats met 'Mariagrot'.                                                                                            | 1830                                                |                                                    | Choorstraat bij 103                                      | 52° 1' 17" NB, 4° 10' 37" OL | 1783/MO15GM115 | Upload foto |
| Pastorie. | 1909                                                |                                                    | Choorstraat 105                                          | 52° 1' 18" NB, 4° 10' 39" OL | 1783/MO16GM116 | Upload foto |
| Woonhuis | ca. 1935                                            |                                                    | Emmaplein 13                                             | 52° 1' 14" NB, 4° 10' 5" OL  | 1783/MO17GM117 | Upload foto |
| Woonhuis ‘Huize Helena’, met leien gedekte kwekerswoning met opvallend klokvormig schilddak en art-deco-details.          | 1928                                                | Jan van Vliet uit Veur                             | Emmastraat 49                                            | 52° 1' 15" NB, 4° 10' 41" OL | 1783/MO18GM118 | Woonhuis ‘Huize Helena’, met leien gedekte kwekerswoning met opvallend klokvormig schilddak en art-deco-details.          |
| Woonhuis | ca. 1920                                            |                                                    | Emmastraat 60                                            | 52° 1' 13" NB, 4° 10' 28" OL | 1783/MO19GM119 | Woonhuis |
| Bedrijfsruimte (oorspronkelijk eerste elektriciteitscentrale)                                                             | 1875-1900                                           |                                                    | Gantellaan 2/4                                           | 52° 1' 6" NB, 4° 10' 28" OL  | 1783/MO20GM120 | Bedrijfsruimte (oorspronkelijk eerste elektriciteitscentrale)                                                             |
| Woonhuis. Pension Duinzicht.                                                                                              | 1920-1921                                           | Willem Greve jr.                                   | Haagweg 41                                               | 52° 2' 21" NB, 4° 11' 31" OL | 1783/MO21GM121 | Meer afbeeldingen |
| Schoorsteen. Tuindersschoorsteen van industrieel-archeologische waarde.                                                   | 20ste eeuw                                          |                                                    | Haagweg bij 51                                           | 52° 2' 19" NB, 4° 11' 41" OL | 1783/MO22GM122 | Schoorsteen. Tuindersschoorsteen van industrieel-archeologische waarde.                                                   |
| Schoorsteen. Tuindersschoorsteen van industrieel-archeologische waarde.                                                   | 20ste eeuw                                          |                                                    | Haagweg bij 59                                           | 52° 2' 22" NB, 4° 11' 43" OL | 1783/MO23GM123 | Schoorsteen. Tuindersschoorsteen van industrieel-archeologische waarde.                                                   |
| Woonhuis. Voormalige schipperswoning.                                                                                     | ca. 1860-1870                                       |                                                    | Havenstraat 23                                           | 52° 1' 15" NB, 4° 10' 21" OL | 1783/MO24GM124 | Woonhuis. Voormalige schipperswoning.                                                                                     |
| Woonhuis. Voormalige schipperswoning.                                                                                     | ca. 1860-1870                                       |                                                    | Havenstraat 25                                           | 52° 1' 15" NB, 4° 10' 21" OL | 1783/MO25GM125 | Woonhuis. Voormalige schipperswoning.                                                                                     |
| Woonhuis. Voormalige schipperswoning.                                                                                     | ca. 1860-1870                                       |                                                    | Havenstraat 27                                           | 52° 1' 15" NB, 4° 10' 21" OL | 1783/MO26GM126 | Woonhuis. Voormalige schipperswoning.                                                                                     |
| Woonhuis. Voormalige schipperswoning.                                                                                     | ca. 1860-1870                                       |                                                    | Havenstraat 29                                           | 52° 1' 15" NB, 4° 10' 21" OL | 1783/MO27GM127 | Woonhuis. Voormalige schipperswoning.                                                                                     |
| Woonhuis | ca. 1925-1935                                       |                                                    | Havenstraat 34                                           | 52° 1' 13" NB, 4° 10' 24" OL | 1783/MO28GM128 | Upload foto |
| Voormalige school gedeelte en kapel Noviteit, nu een appartementencomplex                                                 | rond 1900                                           |                                                    | Havenstraat 18 / Kloosterlaan 3-33                       | 52° 1' 17" NB, 4° 10' 22" OL | 1783/MO29GM129 | Voormalige school gedeelte en kapel Noviteit, nu een appartementencomplex                                                 |
| Appartementencomplex, voormalig politiebureau annex brandweerkazerne                                                      | circa 1935                                          |                                                    | Kampschoerstraat, Burg. 1-7a, Dr. Van der Brinkstraat 50 | 52° 1' 25" NB, 4° 10' 23" OL | 1783/MO30GM130 | Appartementencomplex, voormalig politiebureau annex brandweerkazerne                                                      |
| Woonhuis. Woonhuis. Ensemble waarde met Burg. Kampschoerstraat 4.                                                         | ca. 1920                                            |                                                    | Burg. Kampschoerstraat 2                                 | 52° 1' 26" NB, 4° 10' 24" OL | 1783/MO31GM131 | Upload foto |
| Woonhuis | ca. 1920                                            |                                                    | Burg. Kampschoerstraat 4                                 | 52° 1' 26" NB, 4° 10' 24" OL | 1783/MO32GM132 | Woonhuis |
| Gereformeerde kerk De Hoeksteen                                                                                           | 1936                                                | B.W. Plooy                                         | Burg. Kampschoerstraat 25                                | 52° 1' 25" NB, 4° 10' 31" OL | 1783/MO33GM133 | Gereformeerde kerk De Hoeksteen                                                                                           |
| Woonhuis (oorspronkelijk notariskantoor)                                                                                  | jaren 50                                            |                                                    | Kampschoerstraat, Burg. 96, 98                           | 52° 1' 20" NB, 4° 10' 40" OL | 1783/MO34GM134 | Upload foto |
| Pomp | Oorspronkelijk uit 1748 en herplaatst in 1984       |                                                    | Kerkplein                                                | 52° 1' 20" NB, 4° 10' 17" OL | 1783/MO35GM135 | Pomp |
| Woonhuis-winkel met expressionistische details en glas-in-loodstroken                                                     | 1928                                                |                                                    | Molenstraat 27                                           | 52° 1' 24" NB, 4° 10' 20" OL | 1783/MO36GM136 | Woonhuis-winkel met expressionistische details en glas-in-loodstroken                                                     |
| Woonhuis. | 1880                                                |                                                    | Molenstraat 53                                           | 52° 1' 28" NB, 4° 10' 23" OL | 1783/MO37GM137 | Upload foto |
| Boerderij. Sennen Hoeve.                                                                                                  | ca. 1890                                            |                                                    | Orberlaan 15                                             | 52° 2' 25" NB, 4° 12' 26" OL | 1783/MO38GM138 | Upload foto |
| Woonhuis | ca. 1900                                            |                                                    | Papelaan 1a                                              | 52° 0' 49" NB, 4° 11' 23" OL | 1783/MO39GM139 | Upload foto |
| Woonhuis | ca. 1930                                            |                                                    | Poeldijkseweg 1                                          | 52° 1' 19" NB, 4° 11' 8" OL  | 1783/MO40GM140 | Woonhuis |
| Fruitmuur | 19e eeuw                                            |                                                    | Poeldijkseweg bij 21                                     | 52° 1' 21" NB, 4° 11' 28" OL | 1783/MO41GM141 | Fruitmuur |
| Woonhuis Us Wente (Ons Huis).                                                                                             |                                                     |                                                    | Zwartendijk 35                                           | 52° 1' 3" NB, 4° 11' 22" OL  | 1783/MO42GM142 | Woonhuis Us Wente (Ons Huis).                                                                                             |
| Woonhuis | 1940                                                |                                                    | Zwartendijk 41                                           | 52° 0' 57" NB, 4° 11' 29" OL | 1783/MO43GM143 | Upload foto |
| Hek. Hek afkomstig van de Zuidweg, Naaldwijk, bij 62, geschonken aan Het Westerhonk door de fam. J.A. Smits.              | ca. 1890                                            | de ijzergieterij “De Prins van Oranje” in Den Haag | Vijverweg bij 1                                          | 52° 1' 57" NB, 4° 11' 49" OL | 1783/NW54GM197 | Upload foto |

## Naaldwijk
De plaats Naaldwijk kent 53 gemeentelijke monumenten:
| Object | Bouwjaar               | Architect             | Locatie                              | Coördinaten                   | Nr.            | Afbeelding                                                                                               |
| --- | ---------------------- | --------------------- | ------------------------------------ | ----------------------------- | -------------- | --- |
| Woonhuis. Meerrust. Karakteristiek woonhuis.                                                                | 1936                   |                       | Kleine Achterweg 6                   | 52° 0' 3" NB, 4° 11' 48" OL   | 1783/NW01GM144 | Upload foto                                                                                              |
| Woonhuis | 1877                   |                       | Lange Broekweg 2-4                   | 51° 59' 18" NB, 4° 13' 18" OL | 1783/NW02GM145 | Woonhuis                                                                                                 |
| Café Ouwe Droog, werd gebouwd met jugendstil-elementen.                                                     | 1875-1900 / Circa 1905 |                       | Dijkweg 7                            | 51° 59' 43" NB, 4° 12' 29" OL | 1783/NW03GM146 | Meer afbeeldingen                                                                                        |
| Woonhuis | ca. 1784 /             | Dhr. Jacobus Overgauw | Dijkweg 9                            | 51° 59' 43" NB, 4° 12' 29" OL | 1783/NW04GM147 | Woonhuis                                                                                                 |
| Appartementencomplex, voormalig tramstation                                                                 | 1894                   |                       | Dijkweg 12                           | 51° 59' 45" NB, 4° 12' 34" OL | 1783/NW05GM148 | Appartementencomplex, voormalig tramstation                                                              |
| Bernadetteschool                                                                                            | ca. 1900 / circa 1900  |                       | Dijkweg 22                           | 51° 59' 48" NB, 4° 12' 39" OL | 1783/NW06GM149 | Bernadetteschool                                                                                         |
| Woonhuis | 1906 / circa 1900      |                       | Dijkweg 24, 24a                      | 51° 59' 48" NB, 4° 12' 40" OL | 1783/NW07GM150 | Woonhuis                                                                                                 |
| Woonhuis | 1866                   |                       | Dijkweg 41                           | 51° 59' 48" NB, 4° 12' 37" OL | 1783/NW08GM151 | Woonhuis                                                                                                 |
| Woonhuis. Een van de "Roozenburg" huizen.                                                                   | 1875-1900              |                       | Dijkweg 43                           | 51° 59' 49" NB, 4° 12' 38" OL | 1783/NW09GM152 | Upload foto                                                                                              |
| Woonhuis. Een van de "Roozenburg" huizen.                                                                   | 1875-1900              |                       | Dijkweg 45                           | 51° 59' 49" NB, 4° 12' 38" OL | 1783/NW10GM153 | Upload foto                                                                                              |
| Woonhuis. Woning met voor het Westland uniek Amerikaans architectonische stijl.                             | 1934                   | Hendrik Wouda         | Dijkweg 67                           | 51° 59' 53" NB, 4° 12' 45" OL | 1783/NW11GM154 | Woonhuis. Woning met voor het Westland uniek Amerikaans architectonische stijl.                          |
| Woonhuis | ca. 1915               |                       | Dijkweg 69                           | 51° 59' 53" NB, 4° 12' 46" OL | 1783/NW12GM155 | Upload foto                                                                                              |
| Woonhuis-winkel met jugendstil-details                                                                      | ca. 1890-1910          |                       | Emmstraat 1                          | 51° 59' 40" NB, 4° 12' 22" OL | 1783/NW13GM156 | Woonhuis-winkel met jugendstil-details                                                                   |
| Woonhuis-winkel met jugendstil-details                                                                      | ca. 1890-1910          |                       | Emmastraat 3                         | 51° 59' 40" NB, 4° 12' 22" OL | 1783/NW14GM157 | Woonhuis-winkel met jugendstil-details                                                                   |
| Woonhuis-winkel                                                                                             | ca. 1890-1910          |                       | Molenstraat 15-17                    | 51° 59' 40" NB, 4° 12' 23" OL | 1783/NW15GM158 | Upload foto                                                                                              |
| Woonhuis-winkel                                                                                             | ca. 1890-1910          |                       | Molenstraat 19                       | 51° 59' 40" NB, 4° 12' 23" OL | 1783/NW16GM159 | Upload foto                                                                                              |
| Boerderij De Hoeve                                                                                          | 1904                   |                       | Galgeweg 25                          | 51° 59' 4" NB, 4° 12' 17" OL  | 1783/NW17GM160 | Upload foto                                                                                              |
| Woonhuis. Vrijstaande woning met voor- en achtertuin.                                                       | 1924                   | Van Tilburg           | Geestweg 17                          | 51° 59' 42" NB, 4° 12' 5" OL  | 1783/NW18GM161 | Upload foto                                                                                              |
| Woonhuis. Vrijstaande woning met voor- en achtertuin.                                                       | 1928                   | A.G.W. Dessing        | Geestweg 23                          | 51° 59' 43" NB, 4° 12' 3" OL  | 1783/NW19GM162 | Upload foto                                                                                              |
| Woonhuis | ca. 1930               |                       | Geestweg 32                          | 51° 59' 43" NB, 4° 12' 5" OL  | 1783/NW20GM163 | Woonhuis                                                                                                 |
| Woonhuis | 1930-'31               | Jolink, W.H.J.        |                                      | 51° 59' 43" NB, 4° 12' 4" OL  | 1783/NW21GM164 | Woonhuis                                                                                                 |
| Woonhuis |                        |                       | Geestweg 36                          | 51° 59' 43" NB, 4° 12' 4" OL  | 1783/NW22GM165 | Woonhuis                                                                                                 |
| Woonhuis | ca. 1930               |                       | Geestweg 38                          | 51° 59' 44" NB, 4° 12' 4" OL  | 1783/NW23GM166 | Woonhuis                                                                                                 |
| Woonhuis | 1930-1939              |                       | Geestweg 40                          | 51° 59' 44" NB, 4° 12' 3" OL  | 1783/NW24GM167 | Woonhuis                                                                                                 |
| Woonhuis | 1930                   |                       | Geestweg 40a                         | 51° 59' 44" NB, 4° 12' 3" OL  | 1783/NW25GM168 | Woonhuis                                                                                                 |
| Woonhuis | ca. 1930               |                       | Geestweg 40b                         | 51° 59' 44" NB, 4° 12' 2" OL  | 1783/NW26GM169 | Upload foto                                                                                              |
| Woonhuis | ca. 1930               |                       | Geestweg 40c                         | 51° 59' 44" NB, 4° 12' 2" OL  | 1783/NW27GM170 | Upload foto                                                                                              |
| Woonhuis. Duiventoren.                                                                                      | ca. 1900-1915          |                       | Geestweg 42                          | 51° 59' 45" NB, 4° 12' 1" OL  | 1783/NW28GM171 | Upload foto                                                                                              |
| Begraafplaats. Algemene begraafplaats Naaldwijk. Karakteristiek en fraai vormgegeven begraafplaats met hek. | 1875-1900              |                       | Geestweg bij 122                     | 51° 59' 52" NB, 4° 11' 46" OL | 1783/NW29GM172 | Meer afbeeldingen                                                                                        |
| Woonhuis (oorspronkelijk woonhuis met kantoor). Woonhuis met garage.                                        | ca. 1930               |                       | 's-Gravenzandseweg 75                | 51° 59' 25" NB, 4° 12' 9" OL  | 1783/NW30GM173 | Upload foto                                                                                              |
| Woonhuis-winkel. Pand met wit blokpleisterwerk en gesmoorde oud-hollandsepannenkap met twee dakkapellen.    | 17e/18e eeuw           |                       | Herenstraat 2-4                      | 51° 59' 33" NB, 4° 12' 28" OL | 1783/NW31GM174 | Woonhuis-winkel. Pand met wit blokpleisterwerk en gesmoorde oud-hollandsepannenkap met twee dakkapellen. |
| Horeca (oorspronkelijk woonhuis-winkel). Café bovenwoning met bouwsporen uit verschillende periodes.        | 18e/19e eeuw           |                       | Herenstraat 3-5                      | 51° 59' 33" NB, 4° 12' 27" OL | 1783/NW32GM175 | Upload foto                                                                                              |
| Woonhuis-winkel. Winkel uit 1822 met winkelpui uit 1907 met boekhandelsymbolen. Nu lunchroom.               | 1822                   |                       | Herenstraat 37                       | 51° 59' 36" NB, 4° 12' 24" OL | 1783/NW33GM176 | Woonhuis-winkel. Winkel uit 1822 met winkelpui uit 1907 met boekhandelsymbolen. Nu lunchroom.            |
| Woonhuis-winkel                                                                                             | 1914                   |                       | Herenstraat 41                       | 51° 59' 36" NB, 4° 12' 24" OL | 1783/NW34GM177 | Woonhuis-winkel                                                                                          |
| Woonhuis met jugendstil-details. Oude Pastorie aan de Kerkstraat.                                           | 16e eeuw / circa 1910  |                       | Kerkstraat 8                         | 51° 59' 34" NB, 4° 12' 32" OL | 1783/NW35GM178 | Woonhuis met jugendstil-details. Oude Pastorie aan de Kerkstraat.                                        |
| Woonhuis met jugendstil-details. Oude Pastorie aan de Kerkstraat.                                           | circa 1910             |                       | Kerkstraat 9                         | 51° 59' 34" NB, 4° 12' 32" OL | 1783/NW36GM179 | Woonhuis met jugendstil-details. Oude Pastorie aan de Kerkstraat.                                        |
| Pakhuis. | 1912                   |                       | Kerkstraat 19a                       | 51° 59' 36" NB, 4° 12' 33" OL | 1783/NW37GM180 | Upload foto                                                                                              |
| Woonhuis. Vrijstaande woning.                                                                               | ca. 1928               |                       | Kruisweg 6                           | 51° 59' 28" NB, 4° 12' 41" OL | 1783/NW38GM181 | Upload foto                                                                                              |
| Woonhuis. Vrijstaande woning.                                                                               | ca. 1925               |                       | Kruisweg 13                          | 51° 59' 27" NB, 4° 12' 47" OL | 1783/NW39GM182 | Upload foto                                                                                              |
| Woonhuis. Vrijstaande woning.                                                                               | 1938                   | A.J. Kropholler       | Kruisweg 19                          | 51° 59' 27" NB, 4° 12' 49" OL | 1783/NW40GM183 | Upload foto                                                                                              |
| Woonhuis-winkel                                                                                             | ca. 1900               |                       | Molenstraat 48                       | 51° 59' 42" NB, 4° 12' 27" OL | 1783/NW41GM184 | Woonhuis-winkel                                                                                          |
| Horeca | ca. 1900               |                       | Molenstraat 54-58                    | 51° 59' 42" NB, 4° 12' 28" OL | 1783/NW42GM185 | Horeca                                                                                                   |
| Woonhuis | 1855                   | Van Rijckevoorsel     | Monstersepad 9                       | 52° 0' 19" NB, 4° 11' 11" OL  | 1783/NW43GM186 | Upload foto                                                                                              |
| Joodse begraafplaats                                                                                        | 1794                   |                       | Opstalweg bij 20                     | 51° 59' 43" NB, 4° 11' 41" OL | 1783/NW44GM187 | Joodse begraafplaats                                                                                     |
| Woonhuis-winkel (oorspronkelijk Dokterswoning met praktijkruimte).                                          | ca. 1935               |                       | Rembrandtstraat 20                   | 51° 59' 39" NB, 4° 12' 29" OL | 1783/NW45GM188 | Upload foto                                                                                              |
| Woonhuis-winkel.                                                                                            | ca. 1930               |                       | Rembrandtstraat 22, Van Tijnstraat 2 | 51° 59' 39" NB, 4° 12' 28" OL | 1783/NW46GM189 | Upload foto                                                                                              |
| 'Monument Voor De Gevallenen', oorlogsmonument                                                              | 4 mei 1953             | Mari Andriessen       | Verdipark, Verdilaan                 | 51° 59' 44" NB, 4° 12' 34" OL | 1783/NW47GM190 | 'Monument Voor De Gevallenen', oorlogsmonument                                                           |
| Kantoor | 1921                   |                       | Wilhelminaplein 2                    | 51° 59' 34" NB, 4° 12' 28" OL | 1783/NW48GM191 | Upload foto                                                                                              |
| Horeca, voormalig hotel café Torenburg                                                                      |                        |                       | Wilhelminaplein 34                   | 51° 59' 35" NB, 4° 12' 25" OL | 1783/NW49GM192 | Horeca, voormalig hotel café Torenburg                                                                   |
| Woonhuis-winkel                                                                                             | 1930                   |                       | Zuideinde 17                         | 51° 59' 28" NB, 4° 12' 24" OL | 1783/NW50GM193 | Upload foto                                                                                              |
| Met hoger opgetrokken middenrisaliet uitgevoerde eclectisch woonhuis                                        | 1871                   |                       | Zuideinde 32                         | 51° 59' 24" NB, 4° 12' 22" OL | 1783/NW51GM194 | Met hoger opgetrokken middenrisaliet uitgevoerde eclectisch woonhuis                                     |
| Woonhuis. Villa, twee-onder-één kap.                                                                        | ca. 1920               |                       | Zuidweg 35                           | 51° 59' 12" NB, 4° 12' 28" OL | 1783/NW52GM195 | Upload foto                                                                                              |
| Woonhuis. Villa, twee-onder-één kap.                                                                        | ca. 1920               |                       | Zuidweg 37                           | 51° 59' 12" NB, 4° 12' 29" OL | 1783/NW53GM196 | Upload foto                                                                                              |

## Poeldijk
De plaats Poeldijk kent 18 gemeentelijke monumenten:
| Object | Bouwjaar      | Architect             | Locatie             | Coördinaten                  | Nr.            | Afbeelding |
| --- | ------------- | --------------------- | ------------------- | ---------------------------- | -------------- | --- |
| Schuur. tuindersschuur.                                                                                                 | 19e eeuw      |                       | Monsterseweg bij 41 | 52° 1' 28" NB, 4° 12' 4" OL  | 1783/PD01GM198 | Upload foto |
| RK Basisschool Verburchhof, U-vormige lagere school met twaalf klassen                                                  | Circa 1920    |                       | Verburghlaan 24     | 52° 1' 23" NB, 4° 13' 19" OL | 1783/PD02GM199 | RK Basisschool Verburchhof, U-vormige lagere school met twaalf klassen                                         |
| Hotel (oorspronkelijk verenigingsgebouw). Hotel St. Vincent, heeft jugendstil-details en een tegeltableau in die stijl. | circa 1905    |                       | Voorstraat 31       | 52° 1' 20" NB, 4° 12' 58" OL | 1783/PD03GM200 | Meer afbeeldingen                                                                                              |
| Woonhuis. Karakteristiek pand. Expressionistische stijl (decoratief gemetselde lijst).                                  | ca. 1935      |                       | Voorstraat 39       | 52° 1' 20" NB, 4° 13' 1" OL  | 1783/PD04GM201 | Woonhuis. Karakteristiek pand. Expressionistische stijl (decoratief gemetselde lijst).                         |
| Woonhuis. Markant object. Uniek complex van herenhuis met woning.                                                       | 1871          |                       | Voorstraat 110      | 52° 1' 20" NB, 4° 13' 24" OL | 1783/PD05GM202 | Woonhuis. Markant object. Uniek complex van herenhuis met woning.                                              |
| Woonhuis. Markant object. Uniek complex van herenhuis met woning.                                                       | 1871          |                       | Voorstraat 112      | 52° 1' 20" NB, 4° 13' 24" OL | 1783/PD06GM203 | Woonhuis. Markant object. Uniek complex van herenhuis met woning.                                              |
| Woonhuis. Markant object. Uniek complex van herenhuis met woning, gespiegelde replica van Voorstraat 110-112..          | 1872          |                       | Voorstraat 112b     | 52° 1' 20" NB, 4° 13' 26" OL | 1783/PD07GM204 | Woonhuis. Markant object. Uniek complex van herenhuis met woning, gespiegelde replica van Voorstraat 110-112.. |
| Sint-Bartolomeüskerk | 1924 - 1926   | Nicolaas Molenaar sr. | Voorstraat 109      | 52° 1' 18" NB, 4° 13' 15" OL | 1783/PD08GM205 | Meer afbeeldingen                                                                                              |
| Pastorie van de Sint-Bartolomeüskerk in zakelijk expressionistische stijl                                               | 1932          |                       | Voorstraat 111a     | 52° 1' 19" NB, 4° 13' 16" OL | 1783/PD09GM206 | Pastorie van de Sint-Bartolomeüskerk in zakelijk expressionistische stijl                                      |
| Begraafplaats. Begraafplaats behorende bij RK parochie H. Bartholomeus.                                                 | nan           |                       | Voorstraat 113      | 52° 1' 16" NB, 4° 13' 18" OL | 1783/PD10GM207 | Begraafplaats. Begraafplaats behorende bij RK parochie H. Bartholomeus.                                        |
| Woonhuis | circa 1920    |                       | Vredebestlaan 16    | 52° 1' 28" NB, 4° 12' 48" OL | 1783/PD11GM208 | Woonhuis |
| Woonhuis | ca. 1920      |                       | Vredebestlaan 18    | 52° 1' 30" NB, 4° 12' 51" OL | 1783/PD12GM209 | Woonhuis |
| Woonhuis. Sober vormgegeven villa.                                                                                      | ca. 1930      |                       | Vredebestlaan 20    | 52° 1' 32" NB, 4° 12' 53" OL | 1783/PD13GM210 | Woonhuis. Sober vormgegeven villa.                                                                             |
| Woonhuis | 1914          | L. v.d. Bijl          | Wateringseweg 1     | 52° 1' 18" NB, 4° 13' 31" OL | 1783/PD14GM211 | Woonhuis |
| Woonhuis | 1940          |                       | Wateringseweg 13    | 52° 1' 17" NB, 4° 13' 42" OL | 1783/PD15GM212 | Woonhuis |
| Woonhuis | 1940          |                       | Wateringseweg 15    | 52° 1' 17" NB, 4° 13' 43" OL | 1783/PD16GM213 | Woonhuis |
| Woning (oorspronkelijk woonhuis). Woning.                                                                               | 1929          |                       | Wateringseweg 105   | 52° 1' 23" NB, 4° 14' 39" OL | 1783/PD17GM214 | Woning (oorspronkelijk woonhuis). Woning.                                                                      |
| Bollenschuur | ca. 1850-1900 |                       | Dr. Weitjenslaan 79 | 52° 1' 35" NB, 4° 13' 15" OL | 1783/PD18GM215 | Upload foto |

## Ter Heijde
De plaats Ter Heijde kent 1 gemeentelijke monument:
| Object                    | Bouwjaar | Architect                     | Locatie                | Coördinaten                 | Nr.            | Afbeelding        |
| ------------------------- | --- | ----------------------------- | ---------------------- | --------------------------- | -------------- | ----------------- |
| Nederlands Hervormde Kerk | Gebouwd 1667 en herbouwd 1720, rechter deel (op foto) is uit 1720, linker deel is een kopie die in de jaren 1950 aangebouwd is. | J.K. Groenewegen (verbouwing) | Prins Willem III-plein | 52° 1' 50" NB, 4° 10' 7" OL | 1783/TH01GM216 | Meer afbeeldingen |

## Wateringen
De plaats Wateringen kent 13 gemeentelijke monumenten:
| Object                                                                           | Bouwjaar                  | Architect    | Locatie                 | Coördinaten                  | Nr.            | Afbeelding                                                                       |
| -------------------------------------------------------------------------------- | ------------------------- | ------------ | ----------------------- | ---------------------------- | -------------- | -------------------------------------------------------------------------------- |
| Fruitmuur                                                                        | ca. 1850                  |              | Heerenvliet             | 52° 1' 31" NB, 4° 16' 45" OL | 1783/WA01GM217 | Meer afbeeldingen                                                                |
| Woonhuis met bedrijfsruimte                                                      | 1850-1900                 |              | Herenstraat 43          | 52° 1' 27" NB, 4° 16' 38" OL | 1783/WA02GM218 | Woonhuis met bedrijfsruimte                                                      |
| Woonhuis                                                                         | 1860 1850-1875            |              | Herenstraat 87/89       | 52° 1' 32" NB, 4° 16' 56" OL | 1783/WA03GM219 | Woonhuis                                                                         |
| Woonhuis                                                                         | 1825-1875                 |              | Heulweg 8               | 52° 1' 22" NB, 4° 16' 21" OL | 1783/WA04GM220 | Woonhuis                                                                         |
| Woonhuis                                                                         | 1825-1875                 |              | Heulweg 10              | 52° 1' 22" NB, 4° 16' 21" OL | 1783/WA05GM221 | Woonhuis                                                                         |
| Woonhuis                                                                         | ca. 1890 / 1875-1900      |              | Heulweg 12 / 12bis      | 52° 1' 21" NB, 4° 16' 18" OL | 1783/WA06GM222 | Meer afbeeldingen                                                                |
| Woonhuis                                                                         | 1932                      | A.G. Dessing | Noordweg 49             | 52° 1' 51" NB, 4° 16' 30" OL | 1783/WA07GM223 | Woonhuis                                                                         |
| Kantoor. Het Wapen van Wateringen. Voormalig raadhuis.                           | 1829 / 1828               |              | Plein 4                 | 52° 1' 26" NB, 4° 16' 27" OL | 1783/WA08GM224 | Kantoor. Het Wapen van Wateringen. Voormalig raadhuis.                           |
| VIOS gebouw: woningen, horeca en winkels                                         | 1922 / 1933-'34           | J.A. Bangert | Plein 32a/32b/32c/34/36 | 52° 1' 29" NB, 4° 16' 24" OL | 1783/WA09GM225 | Meer afbeeldingen                                                                |
| Woonhuis-bedrijfsruimte. "De Zoete Inval"                                        | 1875                      |              | Poeldijkseweg 13        | 52° 1' 40" NB, 4° 15' 58" OL | 1783/WA10GM226 | Woonhuis-bedrijfsruimte. "De Zoete Inval"                                        |
| Archeologisch monument                                                           | 1e/2e na Chr. en 12e eeuw |              | Poeldijkseweg bij 33    | 52° 1' 42" NB, 4° 15' 33" OL | 1783/WA11GM227 | Upload foto                                                                      |
| Woonhuis. Legro. Typisch voorbeeld van een tuinderswoning uit begin 20ste eeuw.. | ca. 1930                  |              | Poeldijkseweg 34        | 52° 1' 35" NB, 4° 15' 6" OL  | 1783/WA12GM228 | Woonhuis. Legro. Typisch voorbeeld van een tuinderswoning uit begin 20ste eeuw.. |
| Manege Johanna's Hoeve.                                                          | 1851, 1600-1700           |              | Zwetkade Noord 2        | 52° 0' 31" NB, 4° 17' 29" OL | 1783/WA13GM229 | Meer afbeeldingen                                                                |